# Puchar Europy Mistrzów Klubowych w piłce siatkowej (1989/1990)
Puchar Europy Mistrzów Krajowych 1989/1990 – 31. sezon Pucharu Europy Mistrzów Krajowych rozgrywanego od 1959 roku, organizowanego przez Europejską Konfederację Piłki Siatkowej (CEV) w ramach europejskich pucharów dla męskich klubowych zespołów siatkarskich „starego kontynentu”.

## System rozgrywek
- W fazie kwalifikacyjnej i w rundzie fazy głównej drużyny rozgrywały ze sobą dwumecz, z którego lepsza awansowała dalej. O awansie decydowały kolejno: liczba wygranych meczów, liczba wygranych setów, liczba zdobytych małych punktów.
- Do fazy grupowej awansowało 8 zespołów, podzielonych na dwie grupy. Rozegrały one pomiędzy sobą mecz i rewanż. Zwycięzca otrzymywał 2 punkty, natomiast przegrany – 1 punkt. Zwycięzcą został klub, który po rozegraniu wszystkich meczów turnieju finałowego zdobył najwięcej punktów. Dwa najlepsze zespoły awansowały do turnieju finałowego.

## Drużyny uczestniczące
| Państwo        | Drużyna                     |
| -------------- | --------------------------- |
| Albania        | Dinamo Tirana               |
| Austria        | TJ MÖMA Sokol V Wiedeń      |
| Belgia         | Knack Roeselare             |
| Bułgaria       | CSKA Sofia                  |
| Czechosłowacja | Ruda Hvezda Praga           |
| Cypr           | Anorthosis Famagusta        |
| Dania          | Holte IF Hillerod           |
| Finlandia      | Verkauden Tarmo             |
| Francja        | AS Frejus                   |
| Grecja         | Olympiakos Pireus           |
| Hiszpania      | CV Palma                    |
| Holandia       | Delta Lloyd AMVJ Amstelveen |
| Islandia       | Akureyrar                   |
| Izrael         | Hapoel Bat Jam              |
| Jugosławia     | Vojvodina Nowy Sad          |
| Luksemburg     | VC Strassen                 |
| Polska         | Hutnik Kraków               |
| Portugalia     | Leixoes Matosinhos          |
| NRD            | SC Lipsk                    |
| RFN            | Bayer Leverkusen            |
| Rumunia        | Steaua Bukareszt            |
| Szwajcaria     | VBC Leysin                  |
| Szwecja        | VBK Kungälv                 |
| Turcja         | Galatasaray Stambuł         |
| Węgry          | Csepel SC                   |
| Włochy         | Philips Modena              |
| ZSRR           | CSKA Moskwa                 |

## Runda wstępna
| Data | Drużyna 1                   | Wynik | Drużyna 2                   | Sety                             |
| ---- | --------------------------- | ----- | --------------------------- | -------------------------------- |
|      | Hapoel Bat Jam              | 1:3   | Delta Lloyd AMVJ Amstelveen | 12:15, 13:15, 17:15, 4:15        |
|      | Delta Lloyd AMVJ Amstelveen | 3:0   | Hapoel Bat Jam              | 15:6, 15:8, 15:12                |
|      |                             |       |                             |                                  |
|      | Knack Roeselare             | 0:3   | AS Frejus                   | 11:15, 6:15, 13:15               |
|      | AS Frejus                   | 3:1   | Knack Roeselare             | 12:15, 15:6, 15:8, 15:3          |
|      |                             |       |                             |                                  |
|      | Hutnik Kraków               | 3:2   | Verkauden Tarmo             | 15:11, 13:15, 15:12, 13:15, 15:8 |
|      | Verkauden Tarmo             | 3:1   | Hutnik Kraków               | 11:15, 16:14, 15:9, 15:6         |
|      |                             |       |                             |                                  |
|      | Galatasaray Stambuł         | 1:3   | SC Lipsk                    | 7:15, 15:8, 13:15, 6:15          |
|      | SC Lipsk                    | 3:0   | Galatasaray Stambuł         | 15:6, 15:4, 15:8                 |
|      |                             |       |                             |                                  |
|      | Leixoes Matosinhos          | 3:2   | TJ MÖMA Sokol V Wiedeń      | 9:15, 8:15, 15:7, 15:9, 15:7     |
|      | TJ MÖMA Sokol V Wiedeń      | 3:0   | Leixoes Matosinhos          | 15:12, 15:13, 15:6               |
|      |                             |       |                             |                                  |
|      | Bayer Leverkusen            | 3:1   | CV Palma                    | 15:7, 13:15, 15:4, 15:11         |
|      | CV Palma                    | 3:0   | Bayer Leverkusen            | 15:6, 15:17, 15:9                |
|      |                             |       |                             |                                  |
|      | VC Strassen                 | 3:0   | KA Akureyri                 | 15:2, 15:3, 15:10                |
|      | KA Akureyri                 | 0:3   | VC Strassen                 | 4:15, 10:15, 11:15               |
|      |                             |       |                             |                                  |
|      | VBC Leysin                  | 0:3   | Olympiakos Pireus           | 7:15, 10:15, 9:15                |
|      | Olympiakos Pireus           | 3:0   | VBC Leysin                  | 15:13, 15:4, 15:4                |
|      |                             |       |                             |                                  |
|      | Dinamo Tirana               | 3:0   | Csepel Budapeszt            | 15:3, 15:9, 15:11                |
|      | Csepel Budapeszt            | 3:1   | Dinamo Tirana               | 13:15, 15:6, 15:8, 15:10         |
|      |                             |       |                             |                                  |
|      | Ruda Hvezda Praga           | 3:0   | Anorthosis Famagusta        | 15:5, 15:7, 15:4                 |
|      | Anorthosis Famagusta        | 0:3   | Ruda Hvezda Praga           | 1:15, 7:15, 13:15                |
|      |                             |       |                             |                                  |
|      | Holte IF                    | 3:2   | VBK Kungälv                 | 15:5, 8:15, 13:15, 15:13, 15:6   |
|      | VBK Kungälv                 | 0:3   | Holte IF                    | 14:16, 10:15, 7:15               |

## 1/8 finału
| Data | Drużyna 1                   | Wynik | Drużyna 2                   | Sety                             |
| ---- | --------------------------- | ----- | --------------------------- | -------------------------------- |
|      | Philips Modena              | 3:0   | Delta Lloyd AMVJ Amstelveen | 15:7, 15:9, 15:7                 |
|      | Delta Lloyd AMVJ Amstelveen | 1:3   | Philips Modena              | 6:15, 17:15, 8:15, 11:15         |
|      |                             |       |                             |                                  |
|      | AS Frejus                   | 3:1   | CSKA Moskwa                 | 15:7, 16:14, 12:15, 15:5         |
|      | CSKA Moskwa                 | 0:3   | AS Frejus                   | 9:15, 7:15, 13:15                |
|      |                             |       |                             |                                  |
|      | Verkauden Tarmo             | 3:0   | Steaua Bukareszt            | 15:5, 16:14, 15:11               |
|      | Steaua Bukareszt            | 3:1   | Verkauden Tarmo             | 15:6, 15:8, 10:15, 15:5          |
|      |                             |       |                             |                                  |
|      | SC Lipsk                    | 3:1   | TJ MÖMA Sokol V Wiedeń      | 16:17, 15:11, 15:12, 15:8        |
|      | TJ MÖMA Sokol V Wiedeń      | 3:1   | SC Lipsk                    | 11:15, 15:10, 16:14, 16:14       |
|      |                             |       |                             |                                  |
|      | CV Palma                    | 3:0   | VC Strassen                 | 15:2, 15:5, 15:8                 |
|      | VC Strassen                 | 1:3   | CV Palma                    | 8:15, 15:13, 7:15, 12:15         |
|      |                             |       |                             |                                  |
|      | Olympiakos Pireus           | 2:3   | CSKA Sofia                  | 15:13, 3:15, 15:11, 10:15, 11:15 |
|      | CSKA Sofia                  | 3:1   | Olympiakos Pireus           | 15:4, 11:15, 17:16, 15:3         |
|      |                             |       |                             |                                  |
|      | Vojvodina Nowy Sad          | 3:0   | Dinamo Tirana               | 15:6, 15:5, 15:0                 |
|      | Dinamo Tirana               | 3:0   | Vojvodina Nowy Sad          | 15:13, 15:12, 17:15              |
|      |                             |       |                             |                                  |
|      | Holte IF                    | 3:1   | Ruda Hvezda Praga           | 15:12, 15:11, 11:15, 15:11       |
|      | Ruda Hvezda Praga           | 3:0   | Holte IF                    | 15:6, 15:8, 15:8                 |

## Faza grupowa

### Grupa A
Wyniki
| Data  | Drużyna 1       | Wynik | Drużyna 2       | Sety                            |
| ----- | --------------- | ----- | --------------- | ------------------------------- |
| 10.01 | AS Frejus       | 3:0   | Verkauden Tarmo | 17:15, 15:5, 15:10              |
| 10.01 | Philips Modena  | 3:0   | SC Lipsk        | 15:2, 15:11, 15:7               |
|       |                 |       |                 |                                 |
| 17.01 | AS Frejus       | 2:3   | Philips Modena  | 7:15, 16:14, 2:15, 15:8, 12:15  |
| 17.01 | Verkauden Tarmo | 3:0   | SC Lipsk        | 15:4, 15:8, 15:6                |
|       |                 |       |                 |                                 |
| 24.01 | Philips Modena  | 3:0   | Verkauden Tarmo | 15:6, 15:12, 17:16              |
| 24.01 | SC Lipsk        | 1:3   | AS Frejus       | 7:15, 10:15, 15:8, 9:15         |
|       |                 |       |                 |                                 |
| 07.02 | Verkauden Tarmo | 0:3   | Philips Modena  | 13:15, 9:15, 6:15               |
| 07.02 | AS Frejus       | 3:0   | SC Lipsk        | 15:6, 15:7, 15:4                |
|       |                 |       |                 |                                 |
| 14.02 | Verkauden Tarmo | 3:1   | AS Frejus       | 13:15, 15:13, 15:6, 16:14       |
| 14.02 | SC Lipsk        | 0:3   | Philips Modena  | 8:15, 5:15, 12:15               |
|       |                 |       |                 |                                 |
| 21.02 | SC Lipsk        | 2:3   | Verkauden Tarmo | 11:15, 15:5, 15:13, 6:15, 10:15 |
| 21.02 | Philips Modena  | 3:0   | AS Frejus       | 15:12, 15:12, 17:15             |

Tabela
| Lp. | Drużyna         | Pkt | Mecze | Mecze | Mecze | Sety | Sety | Sety  | Małe punkty | Małe punkty | Małe punkty |
| Lp. | Drużyna         | Pkt | M     | W     | P     | wyg. | prz. | ratio | zdob.       | str.        | ratio       |
| --- | --------------- | --- | ----- | ----- | ----- | ---- | ---- | ----- | ----------- | ----------- | ----------- |
| 1   | Philips Modena  | 12  | 6     | 6     | 0     | 18   | 2    | 9.000 | 296         | 198         | 1.495       |
| 2   | AS Frejus       | 9   | 6     | 3     | 3     | 12   | 10   | 1.200 | 284         | 261         | 1.088       |
| 3   | Verkauden Tarmo | 9   | 6     | 3     | 3     | 9    | 12   | 0.750 | 259         | 262         | 0.989       |
| 4   | SC Lipsk        | 6   | 6     | 0     | 6     | 3    | 18   | 0.167 | 178         | 296         | 0.601       |

Źródło: 
Zasady ustalania kolejności: 1. liczba zdobytych punktów; 2. wyższy stosunek setów; 3. wyższy stosunek małych punktów.
Punktacja: zwycięstwo – 2 pkt; porażka – 1 pkt

### Grupa B
Wyniki
| Data  | Drużyna 1          | Wynik | Drużyna 2          | Sety                             |
| ----- | ------------------ | ----- | ------------------ | -------------------------------- |
| 10.01 | Vojvodina Nowy Sad | 3:0   | CV Palma           | 15:7, 15:7, 15:4                 |
| 10.01 | CSKA Sofia         | 3:1   | Ruda Hvezda Praga  | 15:9, 15:11, 11:15, 15:8         |
|       |                    |       |                    |                                  |
| 17.01 | CV Palma           | 3:0   | Ruda Hvezda Praga  | 15:7, 15:4, 16:14                |
| 17.01 | Vojvodina Nowy Sad | 3:0   | CSKA Sofia         | 15:13, 15:10, 15:11              |
|       |                    |       |                    |                                  |
| 24.01 | CSKA Sofia         | 3:2   | CV Palma           | 15:9, 14:16, 12:15, 15:13, 15:12 |
| 24.01 | Ruda Hvezda Praga  | 3:2   | Vojvodina Nowy Sad | 14:16, 15:6, 9:15, 15:13, 16:14  |
|       |                    |       |                    |                                  |
| 07.02 | Ruda Hvezda Praga  | 0:3   | CV Palma           | 13:15, 11:15, 7:15               |
| 07.02 | CSKA Sofia         | 3:1   | Vojvodina Nowy Sad | 15:11, 10:15, 15:5, 17:16        |
|       |                    |       |                    |                                  |
| 14.02 | CV Palma           | 3:2   | CSKA Sofia         | 15:13, 13:15, 2:15, 15:9, 15:12  |
| 14.02 | Vojvodina Nowy Sad | 3:0   | Ruda Hvezda Praga  | 15:13, 15:6, 15:7                |
|       |                    |       |                    |                                  |
| 21.02 | CV Palma           | 3:0   | Vojvodina Nowy Sad | 15:9, 16:14, 15:11               |
| 21.02 | Ruda Hvezda Praga  | 1:3   | CSKA Sofia         | 11:15, 15:8, 11:15               |

Tabela
| Lp. | Drużyna            | Pkt | Mecze | Mecze | Mecze | Sety | Sety | Sety  | Małe punkty | Małe punkty | Małe punkty |
| Lp. | Drużyna            | Pkt | M     | W     | P     | wyg. | prz. | ratio | zdob.       | str.        | ratio       |
| --- | ------------------ | --- | ----- | ----- | ----- | ---- | ---- | ----- | ----------- | ----------- | ----------- |
| 1   | CV Palma           | 10  | 6     | 4     | 2     | 14   | 8    | 1.750 | 280         | 270         | 1.037       |
| 2   | CSKA Sofia         | 10  | 6     | 4     | 2     | 14   | 11   | 1.273 | 335         | 303         | 1.106       |
| 3   | Vojvodina Nowy Sad | 9   | 6     | 3     | 3     | 12   | 9    | 1.333 | 280         | 250         | 1.120       |
| 4   | Ruda Hvezda Praga  | 7   | 6     | 1     | 5     | 5    | 17   | 0.294 | 237         | 309         | 0.767       |

Źródło: 
Zasady ustalania kolejności: 1. liczba zdobytych punktów; 2. wyższy stosunek setów; 3. wyższy stosunek małych punktów.
Punktacja: zwycięstwo – 2 pkt; porażka – 1 pkt

## Turniej finałowy
Amstelveen

### Półfinał
| Data  | Drużyna 1      | Wynik | Drużyna 2  | Sety              |
| ----- | -------------- | ----- | ---------- | ----------------- |
| 10.03 | Philips Modena | 3:0   | CSKA Sofia | 15:8, 15:4, 15:12 |
| 10.03 | AS Frejus      | 3:0   | CV Palma   | 15:9, 15:5, 15:1  |

### Mecz o 3. miejsce
| Data  | Drużyna 1 | Wynik | Drużyna 2  | Sety                            |
| ----- | --------- | ----- | ---------- | ------------------------------- |
| 11.03 | CV Palma  | 3:2   | CSKA Sofia | 6:15, 11:15, 15:9, 16:14, 17:15 |

### Finał
| Data  | Drużyna 1      | Wynik | Drużyna 2 | Sety                            |
| ----- | -------------- | ----- | --------- | ------------------------------- |
| 11.03 | Philips Modena | 3:2   | AS Frejus | 15:5, 13:15, 15:13, 10:15, 15:9 |

## Klasyfikacja końcowa
| Miejsce | Drużyna        |
| ------- | -------------- |
| złoto   | Philips Modena |
| srebro  | AS Frejus      |
| brąz    | CV Palma       |
| 4.      | CSKA Sofia     |